# Leichtathletik-Junioreneuropameisterschaften 2011
| 21. Leichtathletik-Junioreneuropameisterschaften | 21. Leichtathletik-Junioreneuropameisterschaften |
| ------------------------------------------------ | ------------------------------------------------ |
| Das Kadrioru staadion                            |                                                  |
| Stadt                                            | Tallinn, Estland                                 |
| Stadion                                          | Kadrioru staadion                                |
| Teilnehmende Länder                              | 47                                               |
| Teilnehmende Athleten                            | 954                                              |
| Wettbewerbe                                      | 44                                               |
| Eröffnung                                        | 21. Juli 2011                                    |
| Schlussfeier                                     | 24. Juli 2011                                    |
| Eröffnet durch                                   |                                                  |

Die 21. Leichtathletik-Junioreneuropameisterschaften fanden vom 21. bis 24. Juli 2011 im Kadrioru staadion in der estnischen Hauptstadt Tallinn statt.
Es nahmen 954 Athleten aus 47 Ländern teil, wobei Deutschland mit 85 Personen die größte Mannschaft entsandte, gefolgt von Frankreich mit 65, Großbritannien 57, Spanien 55, Italien 53 und Russland 50 – das Gastgeberland wurde durch 27 Sportler vertreten. Alle Teams zusammen hatten 678 Begleiter.
Medaillen wurden in 44 Wettbewerben, jeweils 22 für Männer und Frauen, vergeben. Im Wesentlichen waren die Disziplinen zwar dieselben wie bei Leichtathletik-Europameisterschaften in der Hauptklasse, vereinzelt bestanden jedoch Unterschiede. Bei den Frauen wurde kein 10.000-Meter-Lauf ausgetragen, dafür aber ein 3000-Meter-Lauf. Sowohl bei den Männern als auch bei den Frauen ersetzte das 10.000-Meter-Bahngehen die längeren Straßenwettbewerbe, und es gab keinen Marathonlauf. Die Männer verwendeten in den Wurfdisziplinen, mit Ausnahme des Speerwurfs, leichtere Geräte und überliefen im 110-Meter-Hürdenlauf niedrigere Hürden. Dies betraf auch die Disziplinen innerhalb des Zehnkampfs.
Die Leistungen bewegten sich durchweg auf einem hohen Niveau. Herausragend waren dabei der Juniorenweltrekord der Russin Elena Laschmanowa im 10.000-Meter-Bahngehen und der Junioreneuroparekord der deutschen 4-mal-100-Meter-Staffel. Daneben gab es acht weitere Meisterschaftsrekorde und zwei nationale Rekorde. Erfolgreichste Athletin war die britische Sprinterin Jodie Williams mit zwei Goldmedaillen und einer Bronzemedaille. Die serbische Mittelstreckenläuferin Amela Terzić gewann zwei Goldmedaillen. Bei den Männern gelangen dem französischen Sprinter Jimmy Vicaut und dem spanischen Langstreckenläufer Gabriel Navarro zwei Siege. Den Medaillenspiegel führte Russland mit 18 Medaillen, darunter acht goldene, an. Deutschland sammelte insgesamt fünf Medaillen mehr, jedoch eine goldene weniger als Russland. Im Platzierungsspiegel, in den die besten acht Athleten jedes Wettbewerbs eingehen, lag Deutschland allerdings mit deutlichem Vorsprung auf dem ersten Platz. Die einzige Medaille für das Gastgeberland errang Liina
Laasma als Siegerin im Speerwurf.

## Ergebnisse Männer

### 100 m

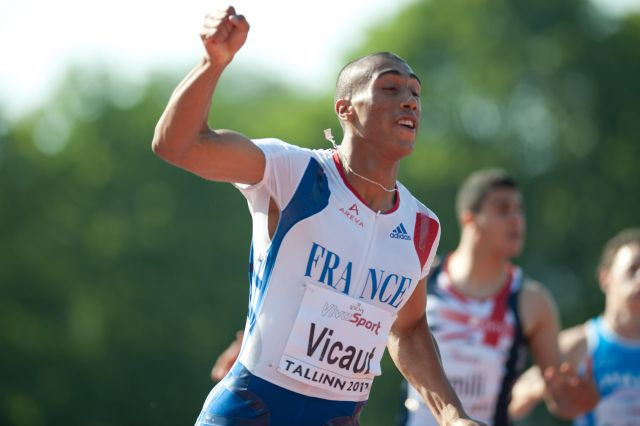
Jimmy Vicaut siegte mit persönlicher Bestleistung und verpasste den Meisterschaftsrekord seines Landsmanns Christophe Lemaitre nur um drei Hundertstelsekunden.

| Platz | Athlet             | Land | Zeit (s) |
| ----- | ------------------ | ---- | -------- |
| 1     | Jimmy Vicaut       | FRA  | 10,07 PB |
| 2     | Adam Gemili        | GBR  | 10,41    |
| 3     | David Bolarinwa    | GBR  | 10,46    |
| 4     | Dario Horvat       | CRO  | 10,49    |
| 5     | Sam Watts          | GBR  | 10,61    |
| 6     | André Gorba Biveti | POR  | 10,62 PB |
| 7     | Giovanni Galbieri  | ITA  | 10,65    |
| 8     | Yiğitcan Hekimoğlu | TUR  | 10,80    |

Wind: +0,3 m/s

### 200 m
| Platz | Athlet            | Land | Zeit (s) |
| ----- | ----------------- | ---- | -------- |
| 1     | David Bolarinwa   | GBR  | 21,07 PB |
| 2     | Pierre Vincent    | FRA  | 21,22 PB |
| 3     | Jeffrey John      | FRA  | 21,24    |
| 4     | Tomasz Kluczyński | POL  | 21,52 SB |
| 5     | Lorenzo Angelini  | ITA  | 21,54    |
| 6     | Oleh Herman       | UKR  | 21,54 PB |
| 7     | Giacomo Tortu     | ITA  | 21,55    |
| 8     | Alberto Gavaldá   | ESP  | 21,76    |

Wind: −2,7 m/s

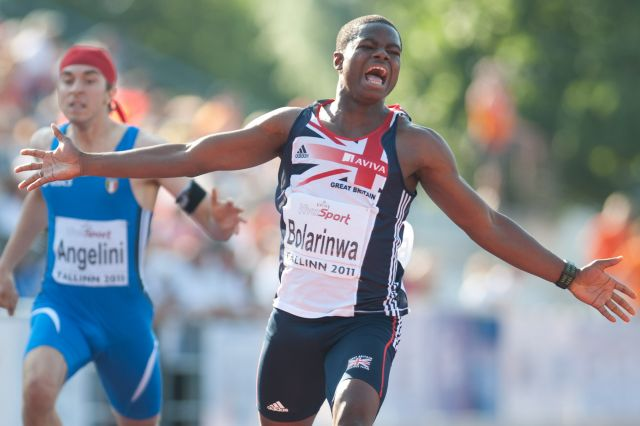
David Bolarinwa gewann das Finale im 200-Meter-Lauf.

Weitere Teilnehmer aus deutschsprachigen Ländern:

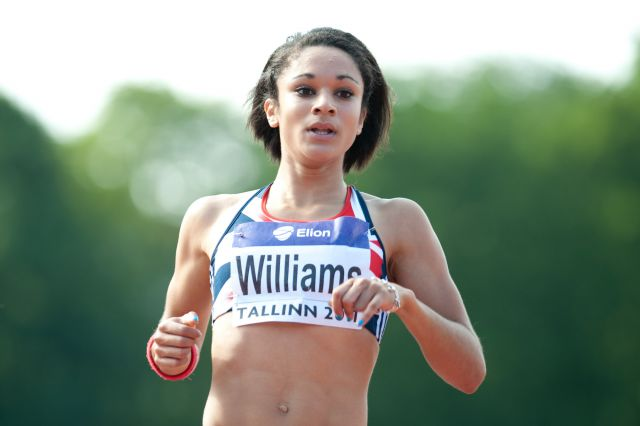
Jodie Williams siegte über 100 und 200 Meter und errang dazu eine Bronzemedaille in der 4-mal-100-Meter-Staffel.

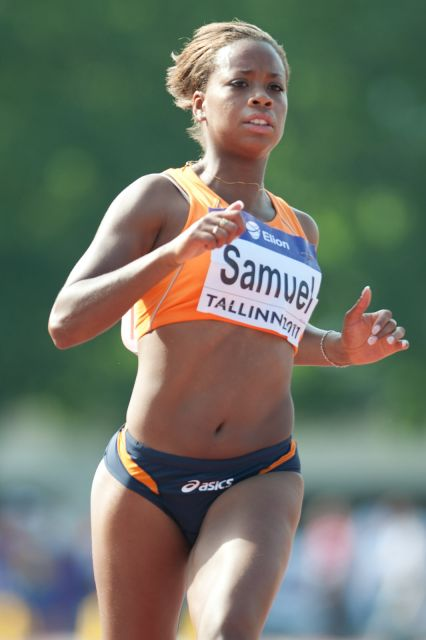
Jamile Samuel wurde im 100- und im 200-Meter-Lauf jeweils Zweite.

Im Halbfinale ausgeschieden: Fabian Haldner (LIE), 23,32 s

### 400 m
| Platz | Athlet             | Land | Zeit (s)  |
| ----- | ------------------ | ---- | --------- |
| 1     | Marcel Deák-Nagy   | HUN  | 45,42 NR  |
| 2     | Nikita Uglow       | RUS  | 46,01 PB  |
| 3     | Michele Tricca     | ITA  | 46,09 NJR |
| 4     | Marco Lorenzi      | ITA  | 46,42     |
| 5     | Lukas Schmitz      | GER  | 46,57 PB  |
| 6     | Radel Kaschefrasow | RUS  | 46,81     |
| 7     | Bertrán Alcaraz    | ESP  | 47,48     |
| 8     | Jarryd Dunn        | GBR  | 47,56     |

Weitere Teilnehmer aus deutschsprachigen Ländern:

Im Halbfinale ausgeschieden: Johannes Trefz (GER), 47,85 s

Im Vorlauf ausgeschieden: Fabian Haldner (LIE), 50,79 s

### 800 m
| Platz | Athlet                | Land | Zeit (min)  |
| ----- | --------------------- | ---- | ----------- |
| 1     | Pierre-Ambroise Bosse | FRA  | 1:47,14     |
| 2     | Žan Rudolf            | SLO  | 1:47,73 NJR |
| 3     | Johan Rogestedt       | SWE  | 1:47,88     |
| 4     | Halit Kılıç           | TUR  | 1:47,90 PB  |
| 5     | Benjamin Herriau      | FRA  | 1:49,36     |
| 6     | Miroslav Burian       | CZE  | 1:50,25     |
| 7     | Quentin Kebron        | BEL  | 1:51,26     |
| 8     | Alejandro Estévez     | ESP  | 1:52,31     |

Weitere Teilnehmer aus deutschsprachigen Ländern:

Im Halbfinale ausgeschieden: Dennis Krüger (GER), 1:51,95 min

Im Vorlauf ausgeschieden: Alexander Schwab (GER), DNF

### 1500 m

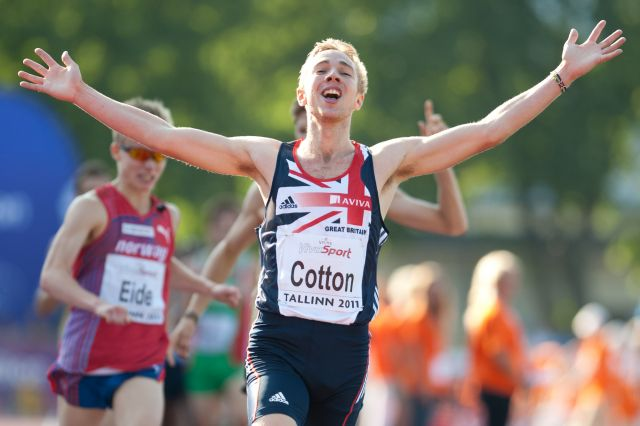
Adam Cotton siegte mit klarem Vorsprung.

| Platz | Athlet              | Land | Zeit (min) |
| ----- | ------------------- | ---- | ---------- |
| 1     | Adam Cotton         | GBR  | 3:43,98    |
| 2     | Thomas Solberg Eide | NOR  | 3:44,70    |
| 3     | Alexander Schwab    | GER  | 3:44,82 PB |
| 4     | Marcel Fehr         | GER  | 3:46,73    |
| 5     | Emanuel Rolim       | POR  | 3:47,79    |
| 6     | Tarik Moukrime      | BEL  | 3:48,10    |
| 7     | Yimer Getahun       | ISR  | 3:48,14 SB |
| 8     | Mohad Abdikadar     | ITA  | 3:49,32    |

### 5000 m

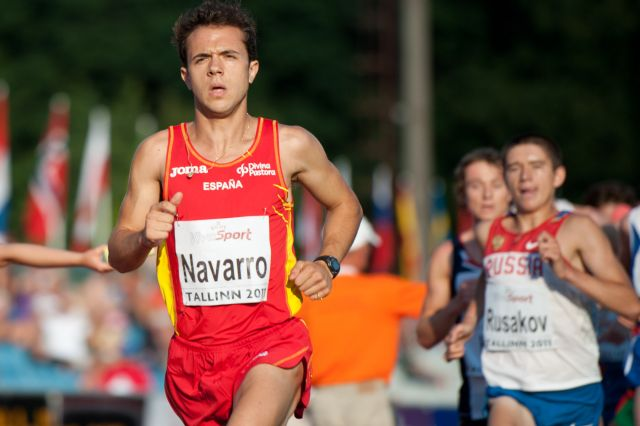
Gabriel Navarro setzte sich über 5000 Meter im Schlussspurt durch.

| Platz | Athlet              | Land | Zeit (min)  |
| ----- | ------------------- | ---- | ----------- |
| 1     | Gabriel Navarro     | ESP  | 14:07,06 PB |
| 2     | Bartosz Kowalczyk   | POL  | 14:07,17 PB |
| 3     | Jonathan Hay        | GBR  | 14:07,78    |
| 4     | Rui Pinto           | POR  | 14:11,67 PB |
| 5     | Andrei Rusakow      | RUS  | 14:28,49    |
| 6     | François Barrer     | FRA  | 14:39,83    |
| 7     | Jeppe Harboe        | DEN  | 14:54,13    |
| 8     | Sofiane Boulekouane | FRA  | 14:54,15    |

### 10.000 m
| Platz | Athlet                   | Land | Zeit (min)  |
| ----- | ------------------------ | ---- | ----------- |
| 1     | Gabriel Navarro          | ESP  | 30:02,18 SB |
| 2     | Emmanuel Lejeune         | BEL  | 31:35,19 SB |
| 3     | Szymon Kulka             | POL  | 31:50,13    |
| 4     | Witalii Moisejew         | RUS  | 32:04,07    |
| 5     | Karim Achengli Benmouais | ESP  | 32:05,76    |
| 6     | David Vernon             | GBR  | 32:13,05    |
| 7     | Liam Brady               | IRL  | 32:37,27    |
| 8     | Abdelmjid Ed Derraz      | ITA  | 32:43,01    |

### 10.000-m-Bahngehen
| Platz | Athlet               | Land | Zeit (min)  |
| ----- | -------------------- | ---- | ----------- |
| 1     | Hagen Pohle          | GER  | 40:43,73    |
| 2     | Ihor Ljaschtschenko  | UKR  | 41:10,43 SB |
| 3     | Luís Alberto Amezcua | ESP  | 41:34,13 PB |
| 4     | Oleksandr Verbytskyy | UKR  | 42:09,77    |
| 5     | Massimo Stano        | ITA  | 43:24,52    |
| 6     | Aleksandr Iwanow     | RUS  | 43:29,51    |
| 7     | Leonardo Dei Tos     | ITA  | 43:50,31    |
| 8     | Dementiyj Tscheparew | RUS  | 43:56,34 SB |

### 110 m Hürden
| Platz | Athlet          | Land | Zeit (s) |
| ----- | --------------- | ---- | -------- |
| 1     | Jack Meredith   | GBR  | 13,50    |
| 2     | Andrew Pozzi    | GBR  | 13,57    |
| 3     | Rahib Mammadov  | AZE  | 13,78    |
| 4     | Dario de Borger | BEL  | 13,79    |
| 5     | Jussi Kanervo   | FIN  | 13,82    |
| 6     | Martin Vogel    | GER  | 13,92    |
| 7     | Cherif Banda    | FRA  | 14,28    |
|       | Koen Smet       | NED  | DNS      |

Hürdenhöhe: 99 cm; Wind: −0,9 m/s

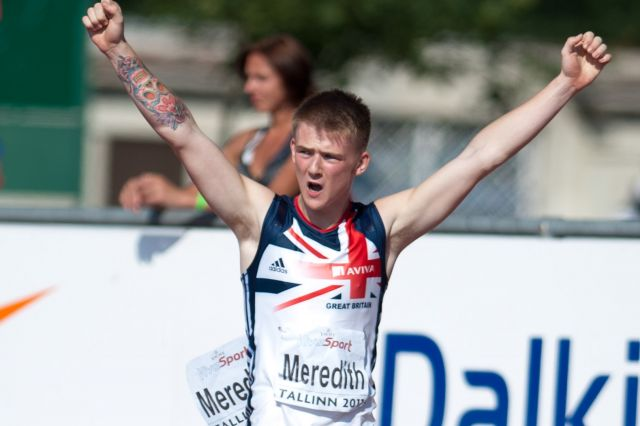
Jack Meredith entschied das Finale im 110-Meter-Hürdenlauf für sich.

Im Halbfinale ausgeschieden: Leroy Balschuweit (GER), 14,22 s; Dominik Siedlaczek (AUT), 14,32 (PB)

Im Vorlauf ausgeschieden: Gregor Traber (GER), Fehlstart

### 400 m Hürden
| Platz | Athlet                 | Land | Zeit (s)    |
| ----- | ---------------------- | ---- | ----------- |
| 1     | Varg Königsmark        | GER  | 49,70 CR PB |
| 2     | Stef Vanhaeren         | BEL  | 50,01 NJR   |
| 3     | José Reynaldo Bencosme | ITA  | 50,30       |
| 4     | Rasmus Mägi            | EST  | 50,63 NJR   |
| 5     | Stéphane Yato          | FRA  | 50,75 SB    |
| 6     | Thomas Barr            | IRL  | 51,02       |
| 7     | Oskari Mörö            | FIN  | 51,06       |
| 8     | Felix Franz            | GER  | 51,93       |

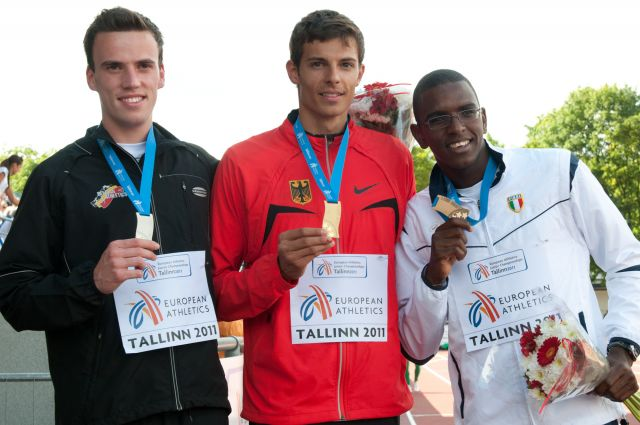
Varg Königsmark gewann über 400 Meter Hürden vor Stef Vanhaeren und Jose Reynaldo Bencosme de Leon.

Im Halbfinale ausgeschieden: Max Scheible (GER), 51,69 s (PB); Thomas Kain (AUT), 53,06 s

### 3000 m Hindernis
| Platz | Athlet                  | Land | Zeit (min)     |
| ----- | ----------------------- | ---- | -------------- |
| 1     | Ilgisar Safjulin        | RUS  | 8:37,94 CR NJR |
| 2     | Muhammet Emin Tan       | TUR  | 8:46,74        |
| 3     | Martin Grau             | GER  | 8:48,69 PB     |
| 4     | Fernando Carro          | ESP  | 8:54,26 PB     |
| 5     | Tim Stegemann           | GER  | 8:54,66 PB     |
| 6     | Romain Collenot-Sprietu | FRA  | 8:56,89        |
| 7     | Julien Detre            | FRA  | 9:01,54        |
| 8     | Víctor Puyuelo          | ESP  | 9:05,12        |

Im Vorlauf ausgeschieden: Stephan Abisch (GER), 9:39,71 min

### 4 × 100-m-Staffel

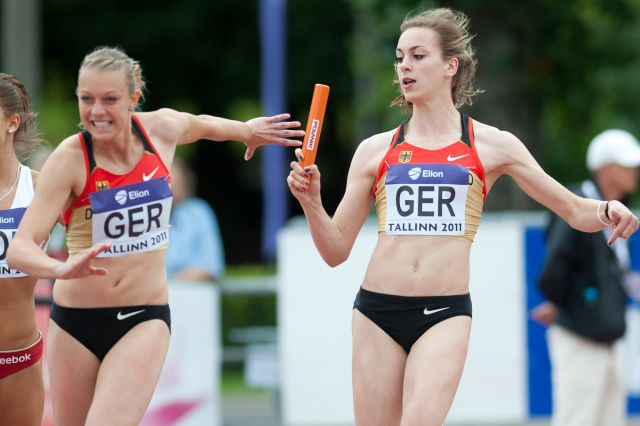
Die deutsche Staffel gewann mit Europarekord.

| Platz | Land                   | Athleten                                                           | Zeit (s) |
| ----- | ---------------------- | ------------------------------------------------------------------ | -------- |
| 1     | Frankreich             | Vincent Michalet Jimmy Vicaut Jeffrey John Ken Romain              | 39,35    |
| 2     | Vereinigtes Königreich | Dannish Walker-Khan Sam Watts Adam Gemili David Bolarinwa          | 39,48    |
| 3     | Polen                  | Konrad Donczew Kamil Supiński Kamil Bijowski Tomasz Kluczyński     | 40,42    |
| 4     | Litauen                | Ugnius Savickas Domantas Žalga Matas Galdikas Kostas Skrabulis     | 40,97    |
| 5     | Italien                | Giovanni Galbieri Sebastiano Spotti Giacomo Tortu Lorenzo Angelini | 41,15    |
| 6     | Portugal               | André Gorba Biveti Diogo Antunes Andre Costa Samuel Remédios       | 41,20    |
| 7     | Türkei                 | Toros Pilikoglu Kaan Şencan Musa Tüzen Yiğitcan Hekimoğlu          | 41,57    |
| 8     | Kroatien               | Luka Rusic Sanjin Šimic Andrej Doricic Dario Horvat                | 43,55    |

Weitere Teilnehmer aus deutschsprachigen Ländern:

Im Vorlauf ausgeschieden: Deutschland (Moritz Riekert, Maurice Huke, Robert Hind, Patrick Kuhn), Wechselfehler

### 4 × 400-m-Staffel
| Platz | Land                   | Athleten                                                           | Zeit (min)  |
| ----- | ---------------------- | ------------------------------------------------------------------ | ----------- |
| 1     | Italien                | Michele Tricca Paolo Danesini Alberto Rontini Marco Lorenzi        | 3:06,46 NJR |
| 2     | Russland               | Jewgeni Chochlow Radel Kaschefrasow Denis Nesmaschnij Nikita Uglow | 3:07,47     |
| 3     | Deutschland            | Varg Königsmark Lukas Schmitz Lukas Hamich Johannes Trefz          | 3:08,56     |
| 4     | Vereinigtes Königreich | George Caddick Greg Louden David Lagerberg Jarryd Dunn             | 3:08,71     |
| 5     | Tschechien             | Martin Vinš Patrik Šorm Michal Brož Matěj Pavlíček                 | 3:10,20     |
| 6     | Belgien                | Seppe Thijs Stef Vanhaeren Sébastien Lins Dylan Borlée             | 3:10,89     |
| 7     | Niederlande            | Jesper Arts Jurgen Wielart Cliff Ellsworth Sander Pupella          | 3:12,09 NJR |
| 8     | Slowenien              | Aleš Peloz Miha Ambrožic Jan Breznikar Mitja Lindič                | 3:13,33     |

### Hochsprung
| Platz | Athlet                 | Land | Höhe (m) |
| ----- | ---------------------- | ---- | -------- |
| 1     | Nikita Anischtschenkow | RUS  | 2,27     |
| 2     | Janick Klausen         | DEN  | 2,25 NUR |
| 3     | Gianmarco Tamberi      | ITA  | 2,25 =PB |
| 4     | Daniil Zyplakow        | RUS  | 2,23     |
| 5     | Semen Pozdnjakow       | RUS  | 2,21 =PB |
| 6     | Wiktor Chernysh        | UKR  | 2,19 PB  |
| 7     | Mateusz Przybylko      | GER  | 2,19     |
| 8     | Mihai Anastasiu        | ROU  | 2,16     |

### Stabhochsprung
| Platz | Athlet              | Land | Höhe (m) |
| ----- | ------------------- | ---- | -------- |
| 1     | Emile Denecker      | FRA  | 5,50     |
| 2     | Kévin Menaldo       | FRA  | 5,50 PB  |
| 3     | Didac Salas         | ESP  | 5,40     |
| 4     | Panayiótis Láskaris | GRE  | 5,30     |
| 5     | Jonas Efferoth      | GER  | 5,20     |
| 6     | Theo Chapelle       | FRA  | 5,20 SB  |
| 7     | Carlo Paech         | GER  | 5,10     |
| 8     | Arnaud Art          | BEL  | 5,10     |

In der Qualifikation ausgeschieden: Daniel Clemens (GER), NM

### Weitsprung
| Platz | Athlet             | Land | Weite (m) |
| ----- | ------------------ | ---- | --------- |
| 1     | Sergei Morgunow    | RUS  | 8,18      |
| 2     | Tomasz Jaszczuk    | POL  | 8,11 NJR  |
| 3     | Jewgeni Antonow    | RUS  | 7,83      |
| 4     | Kaan Şencan        | TUR  | 7,77      |
| 5     | Valentin Toboc     | ROU  | 7,60      |
| 6     | Daniel Dobrew      | BUL  | 7,56      |
| 7     | Andreas Trajkovski | DEN  | 7,50      |
| 8     | Alper Kulaksız     | TUR  | 7,49      |

Weitere Teilnehmer aus deutschsprachigen Ländern:

In der Qualifikation ausgeschieden: Manuel Leitner (AUT), 7,23 m; Marcel Lienstädt (GER), 7,21 m; Yannick Roggatz (GER), NM

### Dreisprung
| Platz | Athlet                | Land | Weite (m) |
| ----- | --------------------- | ---- | --------- |
| 1     | Alexander Jurtschenko | RUS  | 16,31     |
| 2     | Murad Ibadullayev     | AZE  | 16,25 PB  |
| 3     | Georgi Zonow          | BUL  | 15,90 PB  |
| 4     | Dmitrij Tschizhikow   | RUS  | 15,75 PB  |
| 5     | Vicente Docavo        | ESP  | 15,74     |
| 6     | Pablo Torrijos        | ESP  | 15,71     |
| 7     | Pávlos Bóftsis        | GRE  | 15,51     |
| 8     | Andrew Issaka         | FRA  | 14,97     |

Weitere Teilnehmer aus deutschsprachigen Ländern:

Platz 9: Andreas Graber (SUI), 14,81 m

### Kugelstoßen
| Platz | Athlet               | Land | Weite (m) |
| ----- | -------------------- | ---- | --------- |
| 1     | Krzysztof Brzozowski | POL  | 20,92 PB  |
| 2     | Daniele Secci        | ITA  | 20,45     |
| 3     | Christian Jagusch    | GER  | 19,80     |
| 4     | Dennis Lewke         | GER  | 19,67     |
| 5     | Lukas Weißhaidinger  | AUT  | 19,55     |
| 6     | Frédéric Dagée       | FRA  | 19,53     |
| 7     | Luka Mustafić        | CRO  | 19,22     |
| 8     | Maxim Afonin         | RUS  | 19,10     |

Gerätegewicht: 6 kg

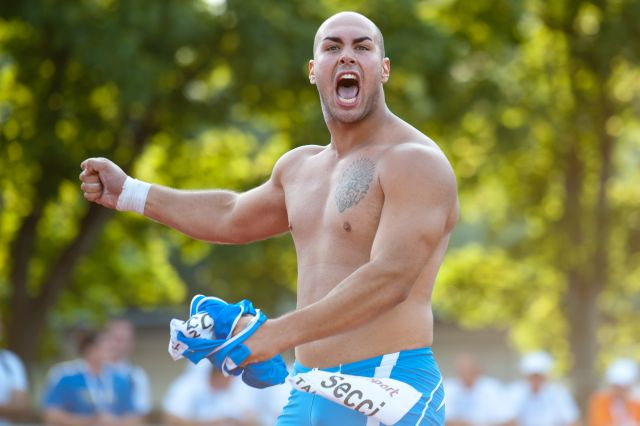
Daniele Secci feierte den Gewinn der Silbermedaille.

In der Qualifikation ausgeschieden: Bodo Göder (GER), 17,75 m; Bob Bertemes (LUX), 17,42 m;

### Diskuswurf
| Platz | Athlet              | Land | Weite (m) |
| ----- | ------------------- | ---- | --------- |
| 1     | Lukas Weißhaidinger | AUT  | 63,83 NJR |
| 2     | Danijel Furtula     | MNE  | 63,54 NJR |
| 3     | Benedikt Stienen    | GER  | 62,33     |
| 4     | Michael Klatsias    | CYP  | 61,22 NJR |
| 5     | Marek Bárta         | CZE  | 60,79 NJR |
| 6     | Wiktor Butenko      | RUS  | 58,45     |
| 7     | János Huszák        | HUN  | 58,11     |
| 8     | Philippe Grewe      | GER  | 57,69     |

Gerätegewicht: 1,75 kg
Weitere Teilnehmer aus deutschsprachigen Ländern:

Platz 10: Phillip van Dijck (GER), 56,33 m

### Hammerwurf
| Platz | Athlet             | Land | Weite (m) |
| ----- | ------------------ | ---- | --------- |
| 1     | Quentin Bigot      | FRA  | 78,45     |
| 2     | Serghei Marghiev   | MDA  | 76,60 NJR |
| 3     | Elias Håkansson    | SWE  | 74,99 PB  |
| 4     | Ilmari Lahtinen    | FIN  | 74,56 SB  |
| 5     | Juho Saarikoski    | FIN  | 72,65     |
| 6     | Jewgeni Korotowski | RUS  | 71,81     |
| 7     | Tristan Schwandke  | GER  | 70,54     |
| 8     | Márton Cser        | HUN  | 68,29     |

Gerätegewicht: 6 kg

In der Qualifikation ausgeschieden: Nils Lindner (GER), NM

### Speerwurf
| Platz | Athlet                     | Land | Weite (m) |
| ----- | -------------------------- | ---- | --------- |
| 1     | Zigismunds Sirmais         | LAT  | 81,53 CR  |
| 2     | Marcin Krukowski           | POL  | 79,19 NJR |
| 3     | Pawel Mjaleschka           | BLR  | 76,59     |
| 4     | Rolands Štrobinders        | LAT  | 75,71 SB  |
| 5     | Walerij Iordan             | RUS  | 75,47     |
| 6     | Bernhard Seifert           | GER  | 75,45     |
| 7     | Oleksandr Nytschyportschuk | UKR  | 75,28 SB  |
| 8     | Intars Išejevs             | LAT  | 72,53     |

Weitere Teilnehmer aus deutschsprachigen Ländern:

Platz 12: Johannes Vetter (GER), 65,87 m

In der Qualifikation ausgeschieden: Florian Jannischek (GER), 67,25 m

### Zehnkampf
| Platz | Athlet             | Land | Punkte      |
| ----- | ------------------ | ---- | ----------- |
| 1     | Kevin Mayer        | FRA  | 8124 CR NJR |
| 2     | Mathias Brugger    | GER  | 7853 PB     |
| 3     | Johannes Hock      | GER  | 7806        |
| 4     | Mark Jacobs        | NED  | 7725 PB     |
| 5     | Reinis Krēgers     | LAT  | 7639 PB     |
| 6     | Steffen Klink      | GER  | 7623        |
| 7     | Martin Roe         | NOR  | 7618 PB     |
| 8     | Karl Robert Saluri | EST  | 7453 SB     |

Weitere Teilnehmer aus deutschsprachigen Ländern:

Platz 14: Matthias Rebl (AUT), 6941 Punkte

Platz 18: Dominik Alberto (SUI), 6396 Punkte

nach vier Disziplinen aufgegeben: Christian Loosli (SUI)

## Ergebnisse Frauen

### 100 m
| Platz | Athlet            | Land | Zeit (s)     |
| ----- | ----------------- | ---- | ------------ |
| 1     | Jodie Williams    | GBR  | 11,18 CR NJR |
| 2     | Jamile Samuel     | NED  | 11,43 PB     |
| 3     | Tatjana Pinto     | GER  | 11,48 SB     |
| 4     | Nimet Karakuş     | TUR  | 11,53 SB     |
| 5     | Mujinga Kambundji | SUI  | 11,53 NJR    |
| 6     | Anasztázia Nguyen | HUN  | 11,55 NJR    |
| 7     | Angelika Stępień  | POL  | 11,72 PB     |
| 8     | Marylyn Nwawulor  | GBR  | 11,73        |

Wind: +0,5 m/s
Im Halbfinale ausgeschieden: Rebekka Haase (GER), 12,04 s; Loretta Miani (SUI), 12,13 s

### 200 m
| Platz | Athlet            | Land | Zeit (s) |
| ----- | ----------------- | ---- | -------- |
| 1     | Jodie Williams    | GBR  | 22,94 SB |
| 2     | Jamile Samuel     | NED  | 23,31    |
| 3     | Jennifer Galais   | FRA  | 23,55    |
| 4     | Nimet Karakuş     | TUR  | 23,57    |
| 5     | Mujinga Kambundji | SUI  | 23,70 SB |
| 6     | Imke Vervaet      | BEL  | 23,78    |
| 7     | Gloria Hooper     | ITA  | 23,95    |
| 8     | Katharina Grompe  | GER  | 24,01    |

Wind: −1,5 m/s
Im Halbfinale ausgeschieden: Loretta Miani (SUI), 24,51 s

### 400 m
| Platz | Athlet               | Land | Zeit (s) |
| ----- | -------------------- | ---- | -------- |
| 1     | Bianca Răzor         | ROU  | 51,96 PB |
| 2     | Julija Jurenja       | BLR  | 53,03 PB |
| 3     | Madiea Ghafoor       | NED  | 53,73    |
| 4     | Joanna Mills         | IRL  | 54,35    |
| 5     | Katie Kirk           | GBR  | 54,36    |
| 6     | Magdalena Gorzkowska | POL  | 54,42    |
| 7     | Lucy James           | GBR  | 55,18    |
|       | Adelina Pastor       | ROU  | DSQ      |

Weitere Teilnehmerinnen aus deutschsprachigen Ländern:

Im Halbfinale ausgeschieden: Christina Zwirner (GER), 54,75 s

### 800 m
| Platz | Athlet                | Land | Zeit (min) |
| ----- | --------------------- | ---- | ---------- |
| 1     | Anastassija Tkatschuk | UKR  | 2:02,73    |
| 2     | Rowena Cole           | GBR  | 2:03,43 PB |
| 3     | Ajwika Malanowa       | RUS  | 2:03,59 PB |
| 4     | Lisa Blameble         | FRA  | 2:05,77 PB |
| 5     | Olha Ljachowa         | UKR  | 2:07,16    |
| 6     | Marta Pen             | POR  | 2:08,38    |
| 7     | Diana Mezuliáníková   | CZE  | 2:09,11    |
| 8     | Hanna Klein           | GER  | 2:09,92    |

Im Halbfinale ausgeschieden:
 Stefanie Barmet, 2:09,04 min
 Molly Renfer, 2:10,23 min

### 1500 m
| Platz | Athlet              | Land | Zeit (min) |
| ----- | ------------------- | ---- | ---------- |
| 1     | Amela Terzić        | SRB  | 4:15,40 SB |
| 2     | Ciara Mageean       | IRL  | 4:16,82    |
| 3     | Ioana Doaga         | ROU  | 4:20,73    |
| 4     | Lisa Jäsert         | GER  | 4:22,78    |
| 5     | Zenobie Vangansbeke | BEL  | 4:24,21    |
| 6     | Regina Neumeyer     | GER  | 4:24,75    |
| 7     | Lisa Ollesch        | GER  | 4:25,43    |
| 8     | Kajsa Barr          | SWE  | 4:30,40    |

### 3000 m

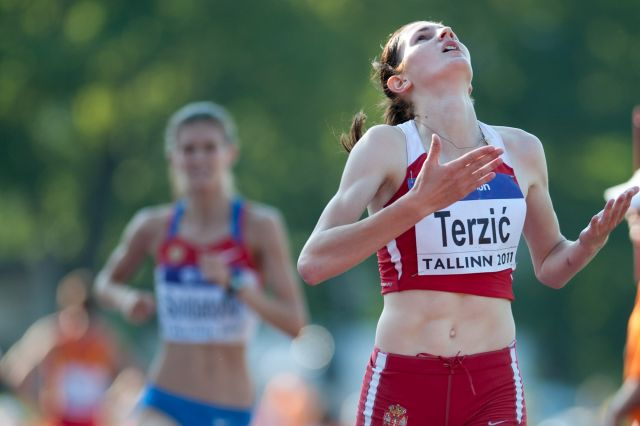
Amela Terzić feierte einen Doppelsieg über 1500 und 3000 Meter.

| Platz | Athlet              | Land | Zeit (min) |
| ----- | ------------------- | ---- | ---------- |
| 1     | Amela Terzić        | SRB  | 9:17,61 PB |
| 2     | Esma Aydemir        | TUR  | 9:19,61 PB |
| 3     | Lisa Jäsert         | GER  | 9:30,23    |
| 4     | Meri Rantanen       | FIN  | 9:36,33    |
| 5     | Olesja Polkownikowa | RUS  | 9:37,12    |
| 6     | Marlin van Hal      | NED  | 9:43,53    |
| 7     | Milena Rmandić      | SRB  | 9:43,83 SB |
| 8     | Susana Santos       | POR  | 9:56,73    |

### 5000 m
| Platz | Athlet                 | Land | Zeit (min)  |
| ----- | ---------------------- | ---- | ----------- |
| 1     | Esma Aydemir           | TUR  | 16:12,16 PB |
| 2     | Emelia Gorecka         | GBR  | 16:13,04    |
| 3     | Annabel Gummow         | GBR  | 16:14,62    |
| 4     | Anastasía Karakatsáni  | GRE  | 16:33,97    |
| 5     | Meri Rantanen          | FIN  | 16:35,47    |
| 6     | Monica Madalina Florea | ROU  | 16:44,38    |
| 7     | Nina Stöcker           | GER  | 16:54,76    |
| 8     | Elena Burkard          | GER  | 17:08,37    |

Weitere Teilnehmerinnen aus deutschsprachigen Ländern:

Platz 10: Priska Auf der Maur (SUI), 17:15,77 min

Platz 12: Annika Frank (GER), 17:47,38 min

### 10.000-m-Bahngehen
| Platz | Athlet              | Land | Zeit (min)          |
| ----- | ------------------- | ---- | ------------------- |
| 1     | Elena Laschmanowa   | RUS  | 42:59,48 WJR CR NUR |
| 2     | Swetlana Wassilewa  | RUS  | 44:52,98            |
| 3     | Anna Ermina         | RUS  | 46:69,00 PB         |
| 4     | Eliška Drahotová    | CZE  | 49:14,95 PB         |
| 5     | Katarina Strmeňová  | SVK  | 49:22,01 PB         |
| 6     | Inès Pastorino      | FRA  | 49:24,54            |
| 7     | Ljudmila Oljanowska | UKR  | 49:45,32            |
| 8     | Diana Kačanova      | LTU  | 49:50,07 PB         |

Weitere Teilnehmerinnen aus deutschsprachigen Ländern:

Disqualifiziert: Charlyne Czychy (GER)

### 100 m Hürden
| Platz | Athlet               | Land | Zeit (s) |
| ----- | -------------------- | ---- | -------- |
| 1     | Nooralotta Neziri    | FIN  | 13,34    |
| 2     | Isabelle Pedersen    | NOR  | 13,37    |
| 3     | Jekaterina Bljoskina | RUS  | 13,47 PB |
| 4     | Petra Munkácsy       | HUN  | 13,78 PB |
| 5     | Franziska Hofmann    | GER  | 13,80    |
| 6     | Mathilde Raibaut     | FRA  | 13,83    |
| 7     | Audilia Da Veiga     | FRA  | 13,86 SB |
| 8     | Svenja Rieck         | GER  | 13,97    |

Wind: −1,0 m/s

Im Vorlauf ausgeschieden: Yvonne Zapfel (AUT), 14,63 s

### 400 m Hürden
| Platz | Athlet               | Land | Zeit (s) |
| ----- | -------------------- | ---- | -------- |
| 1     | Wera Rudakowa        | RUS  | 57,24    |
| 2     | Aurélie Chaboudez    | FRA  | 57,35 PB |
| 3     | Maeva Contion        | FRA  | 58,03 PB |
| 4     | Walerija Chramowa    | RUS  | 58,18    |
| 5     | Abigayle Fitzpatrick | GBR  | 58,49    |
| 6     | Caroline Rogiers     | FRA  | 58,59 PB |
| 7     | Bianca Baak          | NED  | 58,80    |
| 8     | Joanna Banach        | POL  | 60,05    |

Weitere Teilnehmerinnen aus deutschsprachigen Ländern:

Im Halbfinale ausgeschieden: Kim Carina Schmidt (GER), 59,52 s

Im Vorlauf ausgeschieden: Aurélie Dupasquier (SUI), 1:03,59 min

### 3000 m Hindernis
| Platz | Athlet                | Land | Zeit (min)  |
| ----- | --------------------- | ---- | ----------- |
| 1     | Gesa Felicitas Krause | GER  | 9:51,08 SB  |
| 2     | Gulschat Faslitdinowa | RUS  | 9:56,98 NJR |
| 3     | Elena Pănăeţ          | ROU  | 10:17,37 PB |
| 4     | Justyna Jendro        | POL  | 10:33,64    |
| 5     | Sofie Gallein         | BEL  | 10:37,41    |
| 6     | María José Pérez      | ESP  | 10:38,17    |
| 7     | Catarina Carvalho     | POR  | 10:41,52    |
| 8     | Athiná Koíni          | GRE  | 10:43,00    |

Weitere Teilnehmerinnen aus deutschsprachigen Ländern:

Platz 9: Cornelia Griesche (GER), 10:47,61 min

Platz 11: Jannika John (GER), 10:53,16 min

Im Vorlauf ausgeschieden: Katharina Kreundl (AUT), 11:24,94 min

### 4 × 100-m-Staffel
| Platz | Land                   | Athleten                                                            | Zeit (s)     |
| ----- | ---------------------- | ------------------------------------------------------------------- | ------------ |
| 1     | Deutschland            | Alexandra Burghardt Katharina Grompe Tatjana Pinto Anna-Lena Freese | 43,42 AJR CR |
| 2     | Italien                | Oriana de Fazio Irene Siragusa Anna Bongiorni Gloria Hooper         | 44,52 NJR    |
| 3     | Vereinigtes Königreich | Marylyn Nwawulor Bianca Williams Jennie Batten Jodie Williams       | 45,00        |
| 4     | Polen                  | Ayla Kisiel Katarzyna Sokólska Angelika Stępień Zuzanna Kalinowska  | 45,05        |
| 5     | Belgien                | Cynthia Bolingo Mbongo Camille Laus Ella De Maitre Sarah Rutjens    | 45,15        |
| 6     | Ungarn                 | Petra Munkácsy Fanni Schmelcz Gréta Kerekes Anasztázia Nguyen       | 45,24 NUR    |
|       | Frankreich             | Audilia Da Veiga Mathilde Raibaut Jennifer Galais Jessica Euphrasia | DNF          |
|       | Schweiz                | Mujinga Kambundji Loretta Miani Tanja Mayer Aurélie Dupasquier      | DNF          |

### 4 × 400-m-Staffel
| Platz | Land                   | Athleten                                                                    | Zeit (min)  |
| ----- | ---------------------- | --------------------------------------------------------------------------- | ----------- |
| 1     | Vereinigtes Königreich | Katie Kirk Lucy James Amelia Clifford Kirsten McAslan                       | 3:35,29     |
| 2     | Polen                  | Patrycja Wyciszkiewicz Małgorzata Hołub Justyna Święty Magdalena Gorzkowska | 3:35,25 SB  |
| 3     | Deutschland            | Sabrina Häfele Stefanie Gotzhein Kim Carina Schmidt Christina Zwirner       | 3:26,26     |
| 4     | Niederlande            | Lisanne de Witte Marije Wever Anna Voskamp Madiea Ghafoor                   | 3:37,44 NUR |
| 5     | Frankreich             | Agnès Raharolahy Louise-Anne Bertheau Maeva Contion Aurélie Chaboudez       | 3:37,57     |
| 6     | Belarus                | Agata Klimowitsch Halina Amjaljaschtschyk Iryna Andrikewitsch Julja Jurenja | 3:38,15     |
| 7     | Schweiz                | Simone Werner Molly Renfer Stefanie Barmet Aurélie Dupasquier               | 3:46,04     |

### Hochsprung
| Platz | Athlet                 | Land | Höhe (m)    |
| ----- | ---------------------- | ---- | ----------- |
| 1     | Maria Kutschina        | RUS  | 1,95 =CR PB |
| 2     | Airinė Palšytė         | LTU  | 1,91        |
| 3     | Nadja Kampschulte      | GER  | 1,88 PB     |
| 4     | Alessia Trost          | ITA  | 1,85        |
| 5     | Jekaterina Fedotowa    | RUS  | 1,85        |
| 6     | Claudia García         | ESP  | 1,85 SB     |
| 7     | Walerjia Bahdanowitsch | BLR  | 1,81        |
| 8     | Nele Hollmann          | GER  | 1,81        |
| 8     | Marija Vuković         | MNE  | 1,81        |

Weitere Teilnehmerinnen aus deutschsprachigen Ländern:

Platz 10: Melina Brenner (GER), 1,81 m

### Stabhochsprung
| Platz | Athlet                   | Land | Höhe (m)   |
| ----- | ------------------------ | ---- | ---------- |
| 1     | Angelica Bengtsson       | SWE  | 4,57 CR PB |
| 2     | Lilli Schnitzerling      | GER  | 4,20 =PB   |
| 3     | Natalia Demidenko        | RUS  | 4,20       |
| 4     | Katie Byres              | GBR  | 4,10       |
| 5     | Ganna Schelech           | UKR  | 4,10       |
| 6     | Anjuli Knäsche           | GER  | 4,10       |
| 7     | Marion Fiack             | FRA  | 4,00       |
| 8     | Ksenija Tschertkoschwili | UKR  | 4,00       |

Weitere Teilnehmerinnen aus deutschsprachigen Ländern:

Platz 10: Julia Ott (GER), 3,90 m

In der Qualifikation ausgeschieden: Gina Reuland (LUX), 4,00 m (NR); Kira Grünberg (AUT), 3,90 m (=SB)

### Weitsprung
| Platz | Athlet               | Land | Weite (m) |
| ----- | -------------------- | ---- | --------- |
| 1     | Lena Malkus          | GER  | 6,40      |
| 2     | Alina Rotaru         | ROU  | 6,36      |
| 3     | Polina Jurtschenko   | RUS  | 6,11      |
| 4     | Krystyna Hryschutyna | UKR  | 6,10      |
| 5     | Kaia Soosaar         | EST  | 5,96      |
| 6     | Michaela Nejedlová   | CZE  | 5,94      |
| 7     | Georgiana Michnea    | ROU  | 5,91      |
| 8     | Pınar Aday           | TUR  | 5,89      |

### Dreisprung
| Platz | Athlet                  | Land | Weite (m) |
| ----- | ----------------------- | ---- | --------- |
| 1     | Jana Borodina           | RUS  | 14,00     |
| 2     | Kristiina Mäkelä        | FIN  | 13,67 NJR |
| 3     | Hanna Alexandrowa       | UKR  | 13,14     |
| 4     | Andreea Maria Todereanu | ROU  | 13,09     |
| 5     | Gabriela Petrowa        | BUL  | 13,00     |
| 6     | Tatiana Cicanci         | MDA  | 12,93     |
| 7     | Laura Maria Dumitrascu  | ROU  | 12,91     |
| 8     | Weronika Gaudyn         | POL  | 12,83     |

### Kugelstoßen
| Platz | Athlet              | Land | Weite (m) |
| ----- | ------------------- | ---- | --------- |
| 1     | Lena Urbaniak       | GER  | 16,31     |
| 2     | Anna Wloka          | POL  | 16,23     |
| 3     | Anna Rüh            | GER  | 16,01 SB  |
| 4     | Natalija Tronewa    | RUS  | 15,98     |
| 5     | Kristin Zaumsegel   | GER  | 15,77     |
| 6     | Corinne Nugter      | NED  | 15,37 SB  |
| 7     | Angelika Kalinowska | POL  | 15,12 SB  |
| 8     | Valentina Mužarić   | CRO  | 15,05     |

### Diskuswurf
| Platz | Athlet              | Land | Weite (m) |
| ----- | ------------------- | ---- | --------- |
| 1     | Shanice Craft       | GER  | 58,65 SB  |
| 2     | Anna Rüh            | GER  | 58,10     |
| 3     | Wiktorija Klotschko | UKR  | 54,03     |
| 4     | Sonka Kielmann      | GER  | 53,69     |
| 5     | Krisztina Váradi    | HUN  | 50,56     |
| 6     | Corinne Nugter      | NED  | 49,51     |
| 7     | Elçin Kaya          | TUR  | 47,88     |
| 8     | Kätlin Tõllasson    | EST  | 46,77     |

### Hammerwurf
| Platz | Athlet              | Land | Weite (m)   |
| ----- | ------------------- | ---- | ----------- |
| 1     | Barbara Špiler      | SLO  | 67,06 CR NR |
| 2     | Kıvılcım Kaya       | TUR  | 66,74 NUR   |
| 3     | Alexia Sedykh       | FRA  | 65,02 NJR   |
| 4     | Alena Nawahrodskaja | BLR  | 61,83       |
| 5     | Fruzsina Fertig     | HUN  | 61,02       |
| 6     | Alexandra Tavernier | FRA  | 60,66       |
| 7     | Marte Rygg Årdal    | NOR  | 59,49       |
| 8     | Petronella Vinczeh  | HUN  | 58,73       |

### Speerwurf
| Platz | Athlet                 | Land | Weite (m) |
| ----- | ---------------------- | ---- | --------- |
| 1     | Liina Laasma           | EST  | 55,99     |
| 2     | Līna Mūze              | LAT  | 55,83     |
| 3     | Laura Henkel           | GER  | 55,37     |
| 4     | Prescilla Lecurieux    | FRA  | 54,93     |
| 5     | Marija Vučenović       | SRB  | 54,73 SB  |
| 6     | Irena Šedivá           | CZE  | 53,02     |
| 7     | Jewgenija Anantschenko | RUS  | 52,17     |
| 8     | Karolina Bołdysz       | POL  | 51,33     |

Weitere Teilnehmerinnen aus deutschsprachigen Ländern:

Platz 11: Nathalie Meier (SUI), 49,34 m

### Siebenkampf
| Platz | Athlet                    | Land | Punkte   |
| ----- | ------------------------- | ---- | -------- |
| 1     | Dafne Schippers           | NED  | 6153     |
| 2     | Sara Gambetta             | GER  | 6108 PB  |
| 3     | Laura Ikauniece           | LAT  | 6063 NJR |
| 4     | Tilia Udelhoven           | GER  | 6000 PB  |
| 5     | Christina Kiffe           | GER  | 5793 PB  |
| 6     | Katarina Johnson-Thompson | GBR  | 5787 SB  |
| 7     | Xénia Krizsán             | HUN  | 5718     |
| 8     | Elodie Jakob              | SUI  | 5657 NJR |

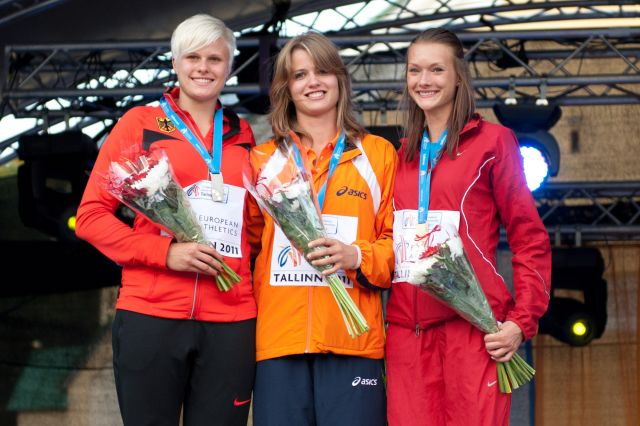
Siegerehrung im Siebenkampf: Dafne Schippers (m) gewann vor Sara Gambetta (l) und Laura Ikauniece (r).

Weitere Teilnehmerinnen aus deutschsprachigen Ländern:

Platz 9: Tanja Mayer (SUI), 5480 Punkte (PB)

Platz 10: Ivona Dadic (AUT), 5455 Punkte (SB)

## Abkürzungen
- WR = Weltrekord
- WU20R = U20-Weltrekord
- OR = olympischer Rekord
- YOR = olympischer Jugendrekord
- AR = Kontinentalrekord
- AU20R = U20-Kontinentalrekord
- NR = nationaler Rekord
- NU20R = nationaler U20-Rekord
- CR = Meisterschaftsrekord
- MR = Veranstaltungsrekord
- WB = Weltbestleistung
- WU20B = U20-Weltbestleistung
- WU18B = U18-Weltbestleistung
- AB = Kontinentalbestleistung
- AU20B = U20-Kontinentalbestleistung
- AU18B = U18-Kontinentalbestleistung
- NB = nationale Bestleistung
- NU20B = nationale U20-Bestleistung
- NU18B = nationale U18-Bestleistung
- PB = persönliche Bestleistung
- SB = persönliche Saisonbestleistung
- QB = Qualifikationsbestleistung
- WL = Weltjahresbestleistung
- WU20L = U20-Weltjahresbestleistung
- WU18L = U18-Weltjahresbestleistung
- DSQ = disqualifiziert (engl. Disqualified)
- DNS = Wettkampf nicht angetreten (engl. Did Not Start)
- DNF = Wettkampf nicht beendet (engl. Did Not Finish)

## Medaillenspiegel
| Medaillenspiegel (Endstand nach 44 Entscheidungen) | Medaillenspiegel (Endstand nach 44 Entscheidungen) | Medaillenspiegel (Endstand nach 44 Entscheidungen) | Medaillenspiegel (Endstand nach 44 Entscheidungen) | Medaillenspiegel (Endstand nach 44 Entscheidungen) | Medaillenspiegel (Endstand nach 44 Entscheidungen) |
| Platz                                              | Land                                               | Gold                                               | Silber                                             | Bronze                                             | Gesamt                                             |
| -------------------------------------------------- | -------------------------------------------------- | -------------------------------------------------- | -------------------------------------------------- | -------------------------------------------------- | -------------------------------------------------- |
| 1                                                  | Russland                                           | 8                                                  | 4                                                  | 6                                                  | 18                                                 |
| 2                                                  | Deutschland                                        | 7                                                  | 4                                                  | 12                                                 | 23                                                 |
| 3                                                  | Vereinigtes Königreich                             | 6                                                  | 5                                                  | 4                                                  | 15                                                 |
| 4                                                  | Frankreich                                         | 6                                                  | 3                                                  | 4                                                  | 13                                                 |
| 5                                                  | Spanien                                            | 2                                                  | 0                                                  | 2                                                  | 4                                                  |
| 6                                                  | Serbien                                            | 2                                                  | 0                                                  | 0                                                  | 2                                                  |
| 7                                                  | Polen                                              | 1                                                  | 5                                                  | 2                                                  | 8                                                  |
| 8                                                  | Türkei                                             | 1                                                  | 3                                                  | 0                                                  | 4                                                  |
| 9                                                  | Italien                                            | 1                                                  | 2                                                  | 3                                                  | 6                                                  |
| 10                                                 | Niederlande                                        | 1                                                  | 2                                                  | 1                                                  | 4                                                  |
| 11                                                 | Rumänien                                           | 1                                                  | 1                                                  | 2                                                  | 4                                                  |
| 11                                                 | Ukraine                                            | 1                                                  | 1                                                  | 2                                                  | 4                                                  |
| 13                                                 | Lettland                                           | 1                                                  | 1                                                  | 1                                                  | 3                                                  |
| 14                                                 | Finnland                                           | 1                                                  | 1                                                  | 0                                                  | 2                                                  |
| 14                                                 | Slowenien                                          | 1                                                  | 1                                                  | 0                                                  | 2                                                  |
| 16                                                 | Schweden                                           | 1                                                  | 0                                                  | 2                                                  | 3                                                  |
| 17                                                 | Estland                                            | 1                                                  | 0                                                  | 0                                                  | 1                                                  |
| 17                                                 | Österreich                                         | 1                                                  | 0                                                  | 0                                                  | 1                                                  |
| 17                                                 | Ungarn                                             | 1                                                  | 0                                                  | 0                                                  | 1                                                  |
| 20                                                 | Belgien                                            | 0                                                  | 2                                                  | 0                                                  | 2                                                  |
| 20                                                 | Norwegen                                           | 0                                                  | 2                                                  | 0                                                  | 2                                                  |
| 22                                                 | Aserbaidschan                                      | 0                                                  | 1                                                  | 1                                                  | 2                                                  |
| 22                                                 | Belarus                                            | 0                                                  | 1                                                  | 1                                                  | 2                                                  |
| 24                                                 | Dänemark                                           | 0                                                  | 1                                                  | 0                                                  | 1                                                  |
| 24                                                 | Irland                                             | 0                                                  | 1                                                  | 0                                                  | 1                                                  |
| 24                                                 | Litauen                                            | 0                                                  | 1                                                  | 0                                                  | 1                                                  |
| 24                                                 | Moldau                                             | 0                                                  | 1                                                  | 0                                                  | 1                                                  |
| 24                                                 | Montenegro                                         | 0                                                  | 1                                                  | 0                                                  | 1                                                  |
| 29                                                 | Bulgarien                                          | 0                                                  | 0                                                  | 1                                                  | 1                                                  |
| Gesamt                                             | Gesamt                                             | 44                                                 | 44                                                 | 44                                                 | 132                                                |